# ساکای‌میناتو، توتوری
ساکای‌میناتو در استان توتوری در کشور ژاپن واقع شده‌است که دارای جمعیت ۳۵٬۹۰۸ نفر و مساحت ۲۸٫۷۹ کیلومتر مربع با تراکم جمعیت ۱٬۲۴۷ نفر در کیلومترمربع است و در تاریخ ۱ آوریل ۱۹۵۶ به عنوان شهر شناخته شد.

## نگارخانه

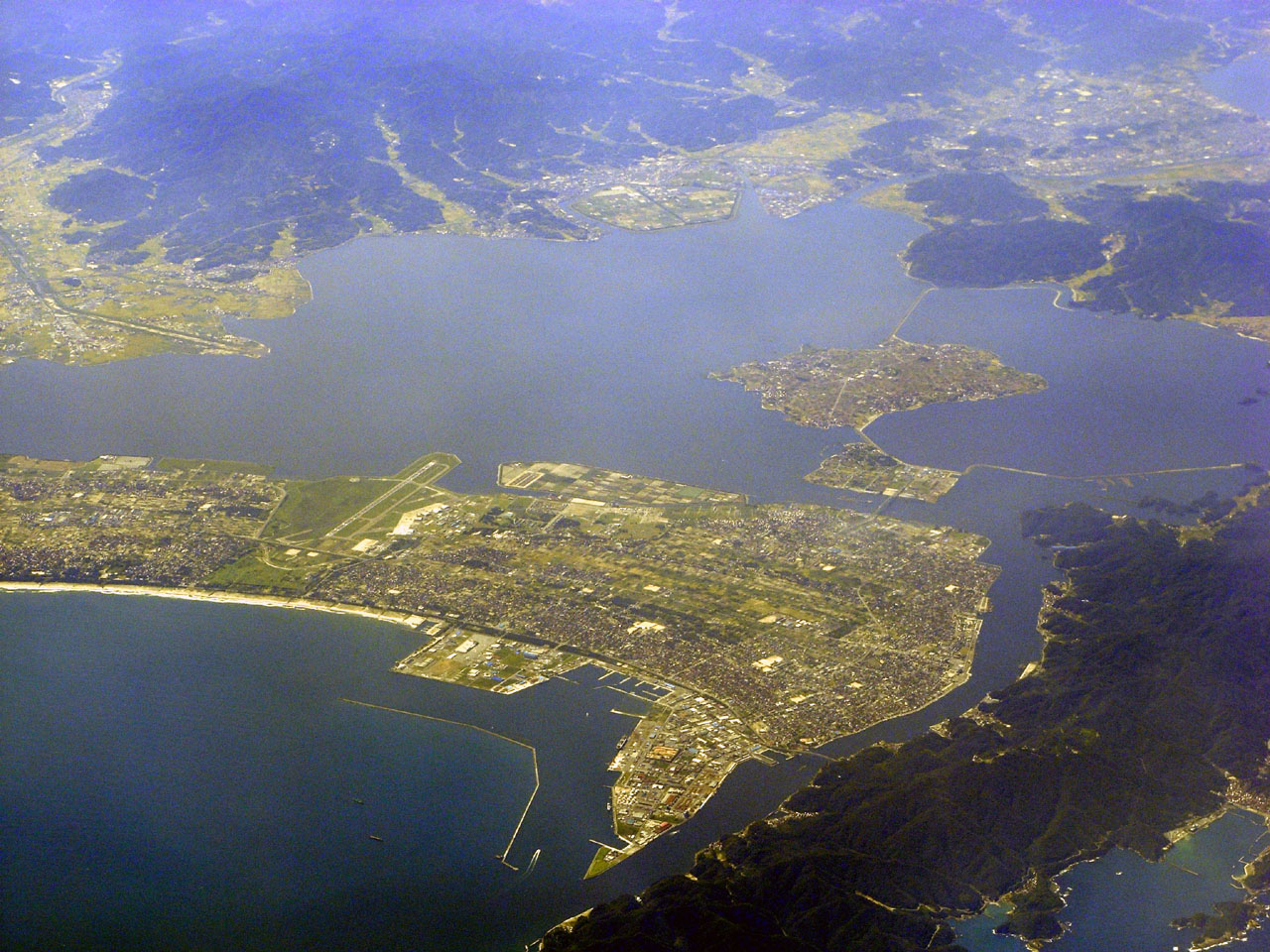